# Maddi Aalla
Maddi Aalla Rotaetxe (Plencia, 1 de enero de 1997) es una jugadora española que juega de portera en el Alba Fehérvár KC de la Liga de Hungría. Es internacional con la selección femenina de balonmano de España.
Su primer gran campeonato con la selección fue el Campeonato Europeo de Balonmano Femenino de 2022.

## Palmarés

### Bera Bera
- División de Honor femenina de balonmano (2):  2021-22, 2023-24
- Copa de SM La Reina (2): 2023 - 2024
- Supercopa de España femenina de balonmano (1): 2022-23
- Supercopa Ibérica femenina de balonmano (1): 2023

## Clubes
| Club                | País    | Año         |
| ------------------- | ------- | ----------- |
| Balonmano Zuazo     | España  | 2015 - 2021 |
| Balonmano Bera Bera | España  | 2021 - 2024 |
| Alba Fehérvár KC    | Hungría | 2024-       |